# Patricia Guzmán
Patricia Guzmán (Rancagua, 27 de febrero de 1944) es una actriz chilena de cine, teatro y televisión. Ha participado en varias teleseries de Canal 13. Es prima del reconocido director Claudio Guzmán.

## Carrera
Su carrera artística se remonta a las fotonovelas como Cine Amor que causaban gran revuelo en el público. Luego vino su entrada al teatro y a las nacientes áreas dramáticas de Canal 9 en los años sesenta y setenta. Además incursionó en la conducción de un programa de televisión llamado Clap de Televisión Nacional de Chile durante tres años.
Participó activamente en las cintas producidas por su entonces esposo Helvio Soto, entre ellas, algunas tan míticas como Caliche sangriento, Voto más fusil y Lunes 1°, Domingo 7. Después del Golpe Militar, la actriz se exilió en Francia en donde participó en otras tantas películas europeas, siendo la más conocida la franco-búlgara Llueve sobre Santiago.
A comienzos de los ochenta, regresa a Chile y se integra al área dramática de Canal 13, donde protagonizó Las herederas y fue directora de actores.
En cine las más memorables son Johnny cien pesos, No tan lejos de Andrómeda y Mi famosa desconocida.
En la teleserie Cerro Alegre interpretó a la entrañable Tránsito, tía de Heidi (Paz Bascuñán) y que comienza una relación con el capitán Memo (Roberto Poblete), siendo muy bien acogida por los hijos de éste (Jorge Zabaleta, Remigio Remedy y Andrés Gómez. 
En 2018 recibió un homenaje por el Sindicato de Actores de Chile a su trayectoria.

## Vida personal
Mantuvo una relación sentimental con el cineasta Helvio Soto durante cuatro años y medio, con quien tuvo a su hija Pascuala Soto. Al tiempo después mantuvo una relación con otro cineasta, Edgardo Viereck, con quien duró nueve años.

## Filmografía
- Mundo mágico (cortometraje) (1967)
- Lunes 1, domingo 7 (1968)
- Caliche sangriento (1969), como la Cholita.
- Voto más fusil (1970)
- Estado de sitio (1972)
- Metamorfosis de un jefe de la policía (1973)
- Il pleut sur Santiago (1976) - Estudiante.
- La triple muerte del tercer personaje (1982) - Carolina.
- El hombre de la deuda externa (1987)
- Johnny cien pesos (1994) - Madre de Johnny.
- No tan lejos de Andrómeda (1999) - Magui.
- Mi famosa desconocida (2000) - Adelina Morales.

## Televisión
| Año  | Título               | Papel            | Notas                  |
| ---- | -------------------- | ---------------- | ---------------------- |
| 1982 | Celos                | Chita Balmaceda  |                        |
| 1983 | Las herederas        | Ana María Zelada |                        |
| 1984 | Andrea               | —                | como director de actor |
| 1985 | La trampa            | —                | como director de actor |
| 1986 | Secreto de familia   | Inés Castro      |                        |
| 1987 | La invitación        | Gabriela Sánchez |                        |
| 1988 | Vivir así            | Dora Martínez    |                        |
| 1989 | La intrusa           | Valeria          |                        |
| 1990 | Acércate más         | Amanda           |                        |
| 1992 | El palo al gato      | Milú             |                        |
| 1993 | Doble juego          | Victoria         |                        |
| 1995 | El amor está de moda | Julia Correa     |                        |
| 1996 | Loca piel            | Eliana Lara      |                        |
| 1997 | Eclipse de luna      | Enriqueta        |                        |
| 1998 | Amándote             | Marcia Valdés    |                        |
| 1999 | Cerro Alegre         | Tránsito Soto    |                        |
| 2000 | Corazón pirata       | Minerva Marambio |                        |
| 2004 | Tentación            | Manuela Cueto    |                        |
| 2013 | Mamá mechona         | Noelia           |                        |
| 2018 | Pacto de sangre      | Helvia Díaz      |                        |

| Año        | Título                            | Papel             | Canal       |
| ---------- | --------------------------------- | ----------------- | ----------- |
| 1982       | Anakena                           | Marcela Barra     | Canal 13    |
| 1983       | La hora de Juan Pérez             | Aída / Luisa      | Canal 13    |
| 1992       | Estrictamente sentimental         | —                 | TVN         |
| 1993       | La patrulla del desierto          | Carmen            | Canal 13    |
| 1999       | Los Cárcamo                       | Sofía de Fillios  | Canal 13    |
| 2004       | El cuento del tío                 | Raquel            | TVN         |
| 2005; 2007 | El día menos pensado              | Blanca/ Leticia   | TVN         |
| 2005       | La Nany                           | —                 | Mega        |
| 2008-2009  | Amango                            | Mercedes Le Blanc | Canal 13    |
| 2012       | Infieles                          | —                 | Chilevisión |
| 2012       | Diario secreto de una profesional | Silvia Hermosilla | TVN         |
| 2014       | Los 80                            | Viuda             | Canal 13    |
| 2018       | Efecto Mariposa                   | Michelle Bachelet | Mega        |

#### Programas
- Teatro en Chilevisión (Chilevisión, 2010)